# Renato Sulić
Renato Sulić (slowenisch Renato Sulič; * 12. Oktober 1979 in Rijeka, Jugoslawien) ist ein kroatischer Handballspieler. Seine Körperlänge beträgt 1,91 m.
Sulić, der für den polnischen Club Wisła Płock spielt und für die kroatische Nationalmannschaft (Rückennr.3) aufläuft, wird eigentlich ausschließlich als Kreisläufer eingesetzt.

## Karriere
Renato Sulić spielte seit seiner Jugend bei Zamet-Crotek Rijeka in seiner Heimatstadt und bestritt dort auch seine ersten Ligaspiele. In der Saison 1999/2000 stand er beim Spitzenclub Metković Jambo unter Vertrag, kehrte aber nach einem Jahr zurück nach Rijeka. 2001 wurde Sulić vom kroatischen Serienmeister RK Zagreb verpflichtet. Mit den Hauptstädtern gewann er 2002, 2003 sowie 2004 die kroatische Meisterschaft und 2003 sowie 2004 den kroatischen Pokal. Im Sommer 2004 unterschrieb Sulić einen Zweijahresvertrag beim ungarischen Spitzenclub MKB Veszprém, hatte aber einige Tage später einen schweren Autounfall, der ihn zu einer einjährigen Pause zwang. 2005 lösten er und Veszprém das Vertragsverhältnis auf, ohne dass Sulić je für die Ungarn aufgelaufen war. Im Juni 2005 unterschrieb Sulić beim kroatischen Club RK Agram Medveščak Zagreb. 2006 wechselte er dann zum slowenischen Serienmeister RK Celje, wo er 2007 die slowenische Meisterschaft gewann. 2009 kehrte er wieder nach Veszprém zurück und gewann anschließend in jeder Saison den Pokal und bis 2017 in jedem Jahr die Meisterschaft. 2011 war er für den katarischen al-Sadd Sports Club aktiv. Ab der Saison 2018/19 lief er für den polnischen Verein Wisła Płock auf. Im Sommer 2020 kehrte er erneut zu RK Zamet Rijeka zurück.
Renato Sulić hat bisher über 70 Länderspiele für die kroatische Nationalmannschaft bestritten. Die Position des Kreisläufers teilt er sich mit Igor Vori. Bei der Weltmeisterschaft 2003 in Portugal wurde er Weltmeister; aufgrund seines Autounfalls verpasste er allerdings die Weltmeisterschaft 2005 in Tunesien sowie die Olympischen Spiele 2004 in Athen.
Bei der Weltmeisterschaft 2007 in Deutschland belegte er mit den als Titelfavorit angereisten Kroaten nur einen enttäuschenden 5. Platz; bei der Handball-Europameisterschaft in Norwegen dagegen wurde er mit seinem Land Vize-Europameister.